# Reconfigurable optical add drop multiplexer
ROADM est l'acronyme de l'expression anglaise reconfigurable optical add drop multiplexer, ou « multiplexeur optique d'insertion-extraction reconfigurable », selon la traduction homologuée par l'Office québécois de la langue française. Il s'agit d'une technologie matérielle (et non pas d'une norme logicielle) facilitant la gestion des réseaux Internet et abaissant les coûts de mise à niveau et de reconfiguration de ceux-ci.

## Définitions industrielles
Selon l'équipementier Alcatel, cette technologie permet aux fournisseurs de services de définir et de reconfigurer à distance les longueurs d'onde tout en ajoutant la souplesse qui caractérise le mode any-wavelength-to-anywhere (toute longueur d'onde à n'importe quel endroit) à leur infrastructure réseau. Cette fonctionnalité leur permet d'optimiser leurs coûts d'exploitation et de réduire fortement les déplacements sur le terrain pour mettre à jour et assurer la maintenance des réseaux métropolitains et régionaux. 
Selon un expert cité en 2007 par Telephony Online, ROADM a été créé afin de faciliter la planification et les processus de fourniture de circuits (optiques) sur un anneau  WDM. Cela remplace ce qui était auparavant un processus manuel, avec une faible marge d'erreur, et permet d'effectuer les changements avec souplesse et en temps réel. Cela permet donc la reconfiguration du réseau au fur et à mesure en fonction de son état ou des besoins des clients.
Certaines technologies ROADM peuvent être étendues au-delà des réseaux en anneau et s'appliquer dans des réseaux maillés. Ce qui distingue spécifiquement le ROADM, c'est que la commutation est effectuée au niveau de la couche optique, sans conversion du signal à un état électronique.
Selon le site français Fibre Optique Noire, l'intérêt du ROADM est renforcé par la montée en puissance des réseaux tout-optique.